# Camelia Beldie
Cameluța (Camelia) Beldie (n. 15 septembrie 1930, Urechești, România – d. 1 august 2011, Iași, România) a fost un chimist, cercetător și profesor universitar, cunoscut în special pentru contribuțiile sale în domeniile termodinamică chimică și chimia fizică a polimerilor. De asemenea, este prima femeie care a ocupat funcția de Rector a unei Universități din Iași.

## Activitate didactică și științifică
Camelia Beldie absolvit Facultatea de Chimie din cadrul Universității „Alexandru Ioan Cuza” din Iași în 1954, fiind apoi angajată în cadrul aceleiași facultăți. 
După unirea forțată a celor doua facultăți de chimie ieșene (1974) a activat ca profesor în cadrul Institutului Politehnic „Gheorghe Asachi”.  A făcut parte din colectivul care, în 1990, a decis reînființarea Facultății de Chimie în cadrul Universității „Alexandru Ioan Cuza” din Iași, unde și-a continuat activitatea didactică și de cercetare până la pensionare (1998). Între 1998 și 2004 a fost Profesor consultant în cadrul aceleiași facultăți. A coordonat numeroase lucrări de licență, dizertație și metodico-științifice pentru obținerea gradului I în învățământrul preuniversitar.
În paralel cu activitatea didactică și managerială a avut și preocupări de cercetare și inovare în diverse domenii, contribuind (în special) la cunoașterea actuală specifică disciplinelor Termodinamică chimică și Chimia fizică a polimerilor. Rezultatele cercetărilor sale sunt publicate în aproximativ 100 de articole (18 indexate ISI, 200 citări, h-index= 8). A fost coautor a numeroase brevete de invenții, unele aplicate industrial (în special pe platformele chimice de la Săvinești și Borzești) sau în tehnica medicală.

## Activitate politică și managerială
În perioada comunistă a fost membru al Comitetului Central al Partidului Comunist Român și deputat în cadrul Marii Adunări Naționale, făcând parte din Comisia pentru învățământ, cultură și știință. Numele său a apărut deseori alăturat celui ai tovarășei Elena Ceaușescu în diverse circumstanțe.
A ocupat poziția de Prorector pentru activitatea științifică (1979-1984) și apoi Rector (1984-1989) în cadrul Institutul Politehnic „Gheorghe Asachi”, fiind „considerată de către comunitatea academică un conducător imparțial, corect, onest și înțelept, cu mult tact în rezolvarea situațiilor divergente de tot felul”.

## Publicații relevante (selecție)
- Global solution properties of poly(N-vinylimidazole) in ethanol. Macromolecules and aggregates (2004) Macromolecules, 37 (17), pp. 6565-6575[8]
- Elemente de chimie-fizică a polimerilor: soluții de polimeri. Ed. Lux Libris, Brașov, 2003[9]
- Study of some properties of poly(N-vinyl imidazole) partially quaternized with n-butyl bromide aqueous solutions (2002) European Polymer Journal, 38 (6), pp. 1121-1127[10]
- Behaviour of the poly(maleic anhydride-co-vinyl acetate) copolymer in aqueous solutions (2001) European Polymer Journal, 37 (4), pp. 729-735[11]
- Thermal effects of some polymerization and polycondensation reactions, polymeric ammonium quaternary salts (2000) European Polymer Journal, 36 (12), pp. 2679-2684[12]
- Benzocaine modified maleic anhydride copolymers-I. Synthesis and characterization of benzocaine modified poly(maleic anhydride-co-vinyl acetate), poly(maleic anhydride-co-methyl methacrylate) and poly(maleic anhydride-co-styrene) (1997) European Polymer Journal, 33 (9), pp. 1511-1514[13]
- Stabilirea unui electrolit de cromare pe bază de săruri de crom, cu ajutorul unui program de experimentare factorial (1997) Revista de Chimie, 48 (2), pp. 158-164[14]
- Synthesis of alkyl phosphates for fibres antistatic treatment. Mathematical modelling of the process (1994) Iranian Journal of Polymer Science & Technology, 3 (1), pp. 30-37[15]
- Bioactive polymers. LX. Kinetics of delayed release neomycin-xanthan complex (1989) Biomaterials, 10 (9), pp. 622-624[16]
- Evoluție și autoorganizare în sisteme departe de echilibru. Ed. Tehnică, București, 1989[17]
- Styrene divinylbenzene copolymers. Influence of diluent mixture on matrix structure (1988) Die Angewandte Makromolekulare Chemie, 164 (1), pp. 45-58[18]
- Evaluation of some cellulosic derivatives as carriers for different drugs (1988) Makromolekulare Chemie. Macromolecular Symposia, 19 (1), pp. 313-328[19]
- Termodinamică chimică: aplicații numerice. Ed. Junimea, Iași, 1987[20]
- Glass transition temperatures of some copolymers of styrene with methyl methacrylate using DTA and chromatographic data (1985) European Polymer Journal, 21 (3), pp. 321-323[21]
- Styrene-divinylbenzene copolymers: Influence of the diluent on network porosity (1984) Journal of Applied Polymer Science, 29 (1), pp. 23-34[22]
- Synthesis of macroporous bifunctional ion exchangers containing sulfo and carboxyl groups (1984) Journal of Applied Polymer Science, 29 (1), pp. 13-22[23]
- Turbidimetric titration of styrenemethylmethacrylate copolymers (1984) Materiale Plastice, 21 (4), pp. 212-215[24]
- Rapid determination of molecular weight distribution of polystyrenes by the turbidimetric titration method (1984) Materiale Plastice, 21 (2), pp. 97-99[25]
- Determination of the polycondensation reaction heat in dynamic conditions (1982) European Polymer Journal, 18 (4), pp. 331-335[26]

## In memoriam
- Este înmormântată la Cimitirul „Sfinții Apostoli Petru și Pavel” din Iași[27]
- Portretul său în ulei (realizat de către pictorul Traian Mocanu) face parte din galeria expusă în februarie 2010 în sala de consiliu a Facultății de Inginerie Chimică și Protecția Mediului, Universitatea Tehnică „Gheorghe Asachi” din Iași[28]